# Bob Ferguson
Robert "Bob" Ferguson (1848 i Musselburgh, Skotland – 1915) var en skotsk professionel golfspiller, som tre gange i træk vandt The Open Championship – i 1880, 1881 og 1882. Han er en af kun fire spillere, der har vundet mesterskabet tre gange i træk. Præmien for hans første sejr var £ 7.  
Ferguson stammede fra Musselburgh i East Lothian, som var en af tre byer, som på skift var vært for The Open Championship i 1870'erne og 1880'erne. He startede som caddie som 8-årig og spillede sin første turnering i Leith, da han var 18 år. Hans karriere blev afburdt, da han blev angrebet af tyfus, og han blev inspektør for Musselburgh Links.